# 黑山北站
黑山北站是京哈客运专线京沈段的一座车站，位于辽宁省锦州市黑山县英城子乡英城子村北部，距黑山县城46公里。该站已于2018年12月29日随京哈高速线承沈段一同启用，现由中国铁路沈阳局集团有限公司阜新车务段管辖。

## 车站结构
黑山北站建筑面积2684平方米，站场布置为2台4线。
|          |                                       |
| 侧式站台 |                                       |
| 2站台    | 京沈客运专线 往沈阳方向（新民北站）   |
| 通过线   | 京沈客运专线下行列车通过线            |
| 通过线   | 京沈客运专线上行列车通过线            |
| 1站台    | 京沈客运专线 往北京朝阳方向（阜新站） |
| 侧式站台 |                                       |
| 站房     | 进站口、售票、候车、检票口            |